# Faro de Bojador
El faro de Bojador (o faro del cabo Bojador) es un faro situado en el cabo Bojador, cerca de la ciudad de Bojador, El Aaiún-Saguía el-Hamra, Marruecos. Se convirtió en monumento histórico en 1976. Está gestionado por la autoridad portuaria y marítima del Ministère de l'équipement, du transport, de la logistique et de l'eau.

## Historia
Durante la guerra de Sahara-Ifni el día 2 de diciembre de 1957, la traición de la policía nativa supuso el secuestro de los fareros y sus familias, así como a los dos soldados del servicio de transmisiones.
Se puesta en servicio se realizó en 1959, y está compuesto por una torre de mampostería octogonal con linterna y galería, unida a la casa del torrero.